# Szermierka na Letnich Igrzyskach Olimpijskich 1952
Szermierka na XV Letnich Igrzyskach Olimpijskich w Helsinkach odbywała się w dniach 21 lipca – 1 sierpnia 1952 roku. Zawody zostały rozegrane w hali Westendin tennishalli.

## Klasyfikacja medalowa
| Lp. | Państwo    | złoto | srebro | brąz | Razem |
| --- | ---------- | ----- | ------ | ---- | ----- |
| 1   | Włochy     | 3     | 4      | 1    | 8     |
| 2   | Węgry      | 2     | 2      | 2    | 6     |
| 3   | Francja    | 2     | 0      | 1    | 3     |
| 4   | Szwecja    | 0     | 1      | 0    | 1     |
| 5   | Szwajcaria | 0     | 0      | 2    | 2     |
| 6   | Dania      | 0     | 0      | 1    | 1     |

## Medaliści

### Mężczyźni
| Złoto | Srebro | Brąz |
| Floret (szczegóły ind. i druż.)                                                                                          | | |
| Christian d’Oriola | Edoardo Mangiarotti | Manlio Di Rosa |
| Francja Christian d’Oriola · Jacques Lataste · Jéhan de Buhan · Claude Netter · Jacques Noël · Adrien Rommel             | Włochy Giancarlo Bergamini · Antonio Spallino · Manlio Di Rosa · Giorgio Pellini · Edoardo Mangiarotti · Renzo Nostini | Węgry Endre Palócz · Tibor Berczelly · Endre Tilli · Aladár Gerevich · József Sákovics · Lajos Maszlay             |
| Szpada (szczegóły ind. i druż.)                                                                                          | | |
| Edoardo Mangiarotti | Dario Mangiarotti | Oswald Zappelli |
| Włochy Roberto Battaglia · Carlo Pavesi · Franco Bertinetti · Giuseppe Delfino · Dario Mangiarotti · Edoardo Mangiarotti | Szwecja Berndt-Otto Rehbinder · Bengt Ljungquist · Per Carleson · Carl Forssell · Sven Fahlman · Lennart Magnusson     | Szwajcaria Otto Rüfenacht · Paul Meister · Oswald Zappelli · Paul Barth · Willy Fitting · Mario Valota             |
| Szabla (szczegóły ind. i druż.)                                                                                          | | |
| Pál Kovács | Aladár Gerevich | Tibor Berczelly |
| Węgry Bertalan Papp · László Rajcsányi · Rudolf Kárpáti · Tibor Berczelly · Aladár Gerevich · Pál Kovács                 | Włochy Giorgio Pellini · Vincenzo Pinton · Renzo Nostini · Mauro Racca · Gastone Darè · Roberto Ferrari                | Francja Maurice Piot · Jacques Lefèvre · Bernard Morel · Jean Laroyenne · Jean-François Tournon · Jean Levavasseur |

### Kobiety
| Złoto                   | Srebro     | Brąz           |
| Floret (szczegóły ind.) |            |                |
| Irene Camber-Corno      | Ilona Elek | Karen Lachmann |

## Uczestnicy
W zawodach udział wzięło 286 szermierzy z 32 krajów:

- Argentyna (11)
- Austria (8)
- Australia (6)
- Belgia (14)
- Brazylia (5)
- Kanada (2)
- Kuba (1)
- Dania (12)
- Królestwo Egiptu (8)
- Finlandia (11)
- Francja (21)
- RFN (9)
- Wielka Brytania (17)
- Gwatemala (3)
- Węgry (17)
- Irlandia (4)
- Włochy (18)
- Japonia (1)
- Luksemburg (4)
- Meksyk (4)
- Norwegia (5)
- Polska (13)
- Portugalia (10)
- Rumunia (8)
- Saara (5)
- ZSRR (16)
- Szwecja (10)
- Szwajcaria (10)
- Stany Zjednoczone (20)
- Urugwaj (2)
- Wenezuela (10)
- Wietnam (1)